# Parc Santander (Bogota)
Pour les articles homonymes, voir Parc Santander.
Le parc Santander est un jardin public situé dans le centre de Bogota, au croisement de la carrera Séptima et de la calle 17. Avant l'avènement de la République il était appelé parc San Francisco en raison de sa proximité avec le couvent et l'église franciscains. Antérieurement il était connu sous le nom de place des Herbes.
Il s'agit de l'un des lieux les plus traditionnels de la ville, cité par certaines sources comme le lieu de sa fondation.
Il se distingue par sa statue de Francisco de Paula Santander, sa fontaine et ses arbres. Il est bordé au sud-est par le musée de l'or et au nord-est par l'edificio Avianca.